# Eriopyga aenescens
Eriopyga aenescens là một loài bướm đêm trong họ Noctuidae.